# Zsuzsa Nyári
Zsuzsa Nyári (* 16. Dezember 1961 in Győr) ist eine ungarische Handballtrainerin und ehemalige Handballspielerin.

## Karriere
Zsuzsa Nyári spielte in ihrer Heimat von 1973 bis 1979 für den Verein Rába ETO, von 1979 bis 1982 für Győri Textiles, von 1982 bis 1984 für Bakony Vegyész, von 1985 bis 1986 für Veszprémi SE und von 1987 bis 1988 für Vasas SC. Ab dem Jahre 1990 lief sie für den deutschen Regionalligisten VfL Oldesloe auf. Ein Jahr später stieg die Rechtsaußenspielerin mit dem VfL in die 2. Bundesliga auf. Im Laufe der Hinrunde der Saison 1995/96 wurde sie Spielertrainerin beim VfL Oldesloe. Ab der darauffolgenden Saison war sie nur noch als Trainerin tätig. Im Jahre 2000 verließ Nyári den VfL und übernahm das Traineramt beim Zweitligisten TSV Ellerbek. Ab dem Jahre 2001 lief sie zusätzlich für die 2. Mannschaft von Ellerbek in der Oberliga auf. Zwischen 2021 und 2023 saß sie zusätzlich beim Frauen-Oberligisten SG Altona auf der Bank.
Zsuzsa Nyári lief zwischen 1981 und 1988 insgesamt 155-mal für die ungarische Frauen-Handballnationalmannschaft auf, in denen sie 333 Treffer erzielte. Bei der Weltmeisterschaft 1982 gewann sie die Silbermedaille.